# 海岩
海岩（1954年11月7日—），本名侣海岩，男，籍贯湖南衡阳，生于北京，中国当代作家、企业家、编剧，硕士生导师、兼职教授。被誉为中国“现代言情剧教父”，“大陆男琼瑶”，享有中国“言情大师”、“故事大王”之称，被称为中国收入最高的作家。
在从事饭店业之前他是一名警察，是北京市公安局的干部，所以当他兼职写作以后，作品的题材全都圍繞愛情、人性、法律及公安。到目前为止，他的作品大都被改编为电视连续剧，其中就包括《便衣警察》、《永不瞑目》、《玉观音》等片。

## 生平
1969年入伍。1988年加入中国作家协会。2003年被评为中国十大文化人物，还被称为中国收入最高的作家。2003年锦江集团、新亚集团整合为锦江国际集团后，侣海岩成为重组时的七位高层之一。2021年4月29日，辞去锦江酒店副董事长职务。

## 家庭
祖母廖苓顽。父亲侣朋为剧作家、导演。儿子侣皓吉吉为演员，演过根据他的小说改编而成的电视剧《舞者》。

## 作品（列表不全）

### 小说
- 《便衣警察》1987年同名電視劇播出
- 《一场风花雪月的事》，1996年同名电视剧播出，导演赵宝刚和主演徐静蕾因此一炮而红；后又被高群书改拍成同名电影于2013年8月上映[4]
- 《永不瞑目》
- 《你的生命如此多情》
- 《拿什么拯救你，我的爱人》
- 《玉观音》 ISBN 7-5014-2261-3
- 《平淡生活》
- 《深牢大狱》
- 《河流如血》
- 《五星饭店》

### 电视剧编剧
- 海马歌舞厅 (1993)
- 永不瞑目 (1999)
- 玉观音 (2003)
- 平淡生活 (2004)
- 河流如血 (2004)
- 五星大饭店 (2005)

## 荣誉
- 长篇小说《便衣警察》获首届金盾文学一等奖、电视剧金鹰奖、飞天奖、金盾奖；
- 长篇小说《永不瞑目》获中国第二届人口文化奖；
- 电视剧本《玉观音》获中国电视金鹰奖“最佳编剧”；
- 电视剧本《拿什么拯救你我的爱人》获第十三届北京电视春燕奖“最佳编剧”；
- 长篇小说《深牢大狱》获庆祝建国五十五周年征文佳作奖和金盾文学奖。